# Kazuyoshi Mikami
Kazuyoshi Mikami (三上 和良 Mikami Kazuyoshi?, nacido el 29 de agosto de 1975 en Saitama) es un exfutbolista japonés. Jugaba de defensa y su último club fue el Omiya Ardija de Japón.

## Trayectoria

### Clubes
| Club                | País  | Año         |
| ------------------- | ----- | ----------- |
| Vissel Kobe         | Japón | 1998 - 2001 |
| Verdy Kawasaki      | Japón | 2000        |
| JEF United Ichihara | Japón | 2001        |
| Yokohama F. Marinos | Japón | 2002 - 2003 |
| Oita Trinita        | Japón | 2004        |
| Omiya Ardija        | Japón | 2005 - 2006 |

## Palmarés

### Títulos nacionales
| Título    | Club                | País  | Año  |
| --------- | ------------------- | ----- | ---- |
| J1 League | Yokohama F. Marinos | Japón | 2003 |